# Elijah Hinsdale Burritt
Elijah Hinsdale Burritt (* 20. April 1794 in New Britain, Connecticut; † 3. Januar 1838 in Galveston, Texas) war ein US-amerikanischer Mathematiker und Astronom. Er wird gelegentlich „der vergessene Astronom“ genannt.

## Leben
Elijah Burritt wurde als erstes von zehn Kindern einer armem Bauernfamilie in New Britain, Hartford County (Connecticut, USA) geboren. Seine Eltern waren Elihu Burritt Jr. (1765–1827) und Elizabeth Hinsdale (1775–1843). Über seine frühe Kindheit und Jugend ist wenig bekannt. Es wird angenommen, dass er die damals üblichen staatlichen Schulen absolvierte. Mit etwa 18 Jahren wurde er nach Simsbury (Connecticut) geschickt, um von Samuel Booth den Beruf des Schmiedes zu erlernen. Er blieb da etwa 2 Jahre. In dieser Zeit begann mit dem Selbststudium von Astronomie und Mathematik.
Zurück in seinem Elternhaus ereignete sich ein Unfall, der seine Bewegungsfreiheit einschränkte. Durch die Umstände veranlasst, vertiefte er sich in sein Studium, was Freunde von ihm bemerkten. Sie motivierten ihn, an das Williams College zu gehen, was er 1816 auch tat. Im Folgejahr sah er sich gezwungen, selbst zu unterrichten, um sein eigenes Studium zu finanzieren. Er wurde Lehrer an der Sanderson Academy in Ashfield, Massachusetts. Burritt nahm im Jahr 1818 sein eigenes Studium am gleichen College wieder auf, um es aber noch vor seinem Abschluss wieder zu verlassen.
Er ging im Jahr 1819 nach Milledgeville, damals die Hauptstadt von Georgia. Während der nächsten Jahre war er dort als Lehrer, Herausgeber und Eigentümer einer wöchentlich erscheinenden Zeitung sowie im Tiefbau tätig. Am 28. Oktober 1819 heiratete er Ann Williams Watson, welche in dieser Stadt aufgewachsen war. Gemeinsam hatten sie fünf Kinder. In dieser Zeit erhielt er vom Staat Georgia den Auftrag, den Chattahoochee River zu erkunden, welcher ein Teil der Grenze zu Alabama darstellt. Im Stadtarchiv von Atlanta ist sein Bericht (Manuskript) zu dieser Tätigkeit aus dem Jahr 1826 erhalten. Während der Zeit der Unruhen für die Sklavenbefreiung im Norden erhielt er Publikationen von seinen Freunden aus seiner Heimat. Unvorsichtigerweise räumte er diese Dokumente nicht beiseite, so dass verschiedene Personen das lasen und ihm eine „nordstaatliche“ Haltung nachsagten, obwohl er sich neutral verhielt. Letztlich zwang ihn diese Situation 1829, seine hart erarbeitete Existenz stehen zu lassen und wieder zurück in seine Heimatstadt zu ziehen.
Dort angekommen baute er sein Elternhaus zu einem Internat und Tagesschule um. Im oberen Stockwerk richtete er mit einem neu erworbenen Teleskop und anderen astronomischen Instrumenten eine Sternwarte ein und eröffnete seine eigene Schule. Sein jüngster Bruder Elihu, welcher später ein weltweit bekannter Philologe werden sollte, erhielt und erteilte zeitweise ebenfalls Unterricht an dieser Schule.
Im Jahr 1837 organisierte Elijah Burritt eine Gruppe von 30 Kolonisten, welche nach Galveston in Texas reisen wollten, um sich dort niederzulassen, nachdem die mexikanischen Truppen von den Texanern in der Schlacht von San Jacinto unter Sam Houston geschlagen wurden. Die US-Regierung versprach willigen Personen ein Stück Land, um das neue Gebiet zu besiedeln. Seine Schwester Emily und sein Bruder William waren unter den Kolonisten. Es wurde ein Schiff gebucht, welches aber kurz vor der Ankunft am Ziel in einen Sturm geriet und auf eine Sandbank auflief. Es dauerte einige Tage, bis sich alle Passagiere an Land retten konnten. Nach weiteren Reisetagen über Land erreichten sie Houston, allerdings waren dort noch keine Vorkehrungen für die Ankömmlinge getroffen. Sie mussten in Zelten leben und bald brach das Gelbfieber aus. Die meisten Kolonisten von Burritt's Gruppe wurden von dieser Krankheit dahingerafft, darunter auch Elijah selbst, wie auch sein Bruder. Er starb knapp 44-jährig am 3. Januar 1838, wenige Wochen nachdem die Gruppe ihr Ziel erreicht hatte.

## Werk
Elijah Burritt schrieb zwei bekannt gewordene Bücher, welche sich durchgehend durch seine einfache, attraktive und interessante Schreibweise auszeichneten. In der Folge wurden viele seiner Bücher über Jahre als hilfreiche Lehrmittel an Schulen verwendet. Darüber hinaus schrieb er noch ein kleines Büchlein über Astronomie, in welchem er Anweisungen dokumentiert, wie Objekte aus „Carey's Celestial Globe“ zu finden sind. Es ist im Jahr 1821 in Georgia herausgegeben worden. Außerdem publizierte er 1830 in Hartford noch ein Schriftstück, welches einfach und übersichtlich allgemeine Faktoren für die Berechnung von Zinsen zu damals in den USA üblichen Sätzen enthielt.

### Logarithmick Arithmetick
Seine erste Veröffentlichung trug den Titel „Logarithmick Arithmetick“ und erschien im Jahr 1818 während seines Studiums am College. Es bestand zur Hälfte in einer Einführung in die Arithmetik, im Weiteren aus einem Teil über Astronomie mit Tabellen sowie ein längeres Tabellenwerk mit den Logarithmen von 1 bis 10'000 auf sieben Nachkommastellen genau und die Beschreibung einer Methode, um die Logarithmen bis 10'000'000 zu berechnen.

### Geography of Heavens & Celestial Atlas
Sein Hauptwerk ist aber sein weithin bekanntes Geography of the Heavens mit dem begleitenden Celestial Atlas. Er beschreibt am Anfang Sternbilder, wobei er tief in die Mythologie und Geschichte der Konstellationen eingeht. Er erwähnt auch wichtige individuelle Sterne mit Namen und erläutert bekannte Fakten davon. Mit Hilfe des Atlas kann sich so jedermann einfach am Himmel orientieren und die Objekte schnell finden. Dieser Abschnitt ist von einem Teil zum Sonnensystem gefolgt. Hier stellt er alle bekannten Planeten, Satelliten (Monde), Kometen und die Regeln ihrer Bewegungen aufgrund der Gravitation vor. Es beinhaltet auch Finsternisse, Transits und Abdeckungen. Zusätzlich sind noch viele Fragen und Aufgabenstellungen zur Lösung durch Studenten enthalten.
Im Atlas zum Hauptbuch waren graphische Darstellungen der Konstellationen mit Sternen bis zur sechsten Magnitude wie auch die Skizzen in kontrastreichen Farben der darstellenden Figuren zu den entsprechenden Sternbildern ersichtlich. Dies machte die Beilage zu einem lebhaften und sehr attraktiven Werk. Zusätzlich gehörten noch sieben Karten zum Umfang, die die Polarregionen sowie die vier Himmelsrichtungen um den Äquator abdeckten. Die letzte Karte stellte den gesamten Himmel als Mercator-Projektion dar und zeigte den Stand der Sonne an jedem Tag des Jahres. Alle Darstellungen wurden von Burritt gezeichnet und unter seiner Leitung hergestellt. Das gesamte Werk war als Lehrbuch für die Benutzung an Grund- und höheren Schulen konzipiert und wurde Anfang 1833 in Hartford (Connecticut) herausgegeben. Das Werk erfreute sich solcher Beliebtheit, dass die erste Auflage innerhalb eines Jahres bereits vergriffen war. 1835 wurde eine zweite Auflage publiziert. Aufgrund der großen Nachfrage wurde wieder ein Jahr darauf die dritte, erweiterte Auflage gedruckt, in welche der bekannte schottische Autor von wissenschaftlichen und philosophischen Büchern, Thomas Dick, eine Einleitung schrieb.
Die Höhe der jeweiligen Auflagen ist heute nicht bekannt. Es wird geschätzt, dass in diesen und weiteren verbesserten Auflagen (insgesamt sind zehn bekannt) bis 1876 insgesamt etwa 300.000 Einheiten verkauft wurden. Eine beachtliche Menge, berücksichtigt man die technischen Möglichkeiten zu jener Zeit, sowie den Zeitrahmen von lediglich 43 Jahren. Seine Hauptwerke sind, in neueren Auflagen, noch heute erhältlich.